# Walter Egan
Walter Eugene Egan (Chicago, Illinois, 2 de juny de 1881 - Monterey, Califòrnia, 12 de setembre de 1971) va ser un golfista estatunidenc que va competir a principis del segle xx.
El 1904 va prendre part en els Jocs Olímpics de Saint Louis, on guanyà la medalla d'or en la prova per equips del programa de golf, com a membre de l'equip Western Golf Association. En la prova individual quedà eliminat en setzens de final, tot i que en la qualificació havia acabat en quarta posició.
Era cosí del també golfista Chandler Egan.